# Élections législatives françaises de 1818
Les élections législatives françaises de 1818 ont eu lieu le 20 octobre 1818 dans le but de permettre le renouvellement d'un cinquième des députés à la Chambre des députés tels que stipulés dans la Charte et suivant le classement des départements en cinq séries par une ordonnance datant du 27 novembre 1816. Ainsi c'est la 2e série de départements qui doit élire ou renouveler ses députés cette année - soit 20 départements,.

## Système électoral
La Loi Lainé de 1817 revient sur l'ordonnance du 13 juillet 1815 et retourne aux limites d'âge prévues par les articles 38 et 40 de la Charte. Les députés sont élus au suffrage censitaire direct  (supprimant le suffrage à deux degrés précédant) par un collègue électoral unique se réunissant au chef-lieu du département. Tous les citoyens d'au moins 30 ans et payant au moins 300 francs d'impôts directs sont considérés électeurs. Les citoyens d'au moins 40 ans et payant au moins 1000 francs d'impôts directs sont éligibles,.

## Résultats
| Parti                      | Parti                      | Parti           | Voix   | %     | Sièges |  |
| -------------------------- | -------------------------- | --------------- | ------ | ----- | ------ |  |
|                            |                            | Libéraux        | ?      | ?     | 22     |  |
|                            | Affiliés                   | 10              | ?      | ?     |        |  |
| Total Libéraux et affiliés | Total Libéraux et affiliés | 32              | ?      | ?     |        |  |
|                            | Doctrinaires               | Doctrinaires    | ?      | ?     | 17     |  |
|                            | Ultraroyalistes            | Ultraroyalistes | ?      | ?     | 4      |  |
|                            |                            |                 |        |       |        |  |
| Total                      | Total                      | Total           | 21 075 | 68,05 | 53     |  |
| Abstentions                | Abstentions                | Abstentions     | 9 892  | 31,94 |        |  |
| Inscrits                   | Inscrits                   | Inscrits        | 30 967 | 100   |        |  |

## Analyse
Malgré l'ancrage des ultras et les pressions mises en place par la majorité ministérielle, les libéraux parviennent par leur organisation (notamment grâce à la Société des amis de la liberté et de la presse) et la cohésion de leurs listes, à remporter une majorité de sièges dans les départements. Cette victoire permet aux libéraux de compter une quarantaine de membres à la chambre des députés.